# 360 Security Browser
360 Security Browser (кит. 360安全浏览器) — веб-браузер на основе Chromium, разрабатывается китайской компанией Qihoo.

## Доля рынка
В январе 2011 года по данным фирмы Qihoo 360 браузер являлся вторым по популярности веб-браузером в Китае (после Internet Explorer) с 172 миллионов активных пользователей, у которых он был установлен как основной. Независимые источники не подтверждают эти данные и утверждают, что максимальный результат был достигнут в 2013 году, когда реальное количество пользователей в стране составляло 6,61 % и он стал третьим по популярности в Китае. Его основными конкурентами являются Sogou Browser, QQ Browser (кит. QQ 浏览 器) от Tencent, Baidu Browser (кит. 百度 浏览 器) и Maxthon.
Долгое время программа существовала только на китайском языке, но в начале 2014 года фирма выпустила международную версию.

## Критика
В 2012 году стало известно о наличии бэкдора в браузере. Независимый анализ заявления показал, что браузер имеет незаявленный функционал, регулярно подключаясь к серверу, что позволяет скачивать с него файлы любого типа (включая исполняемые).
Это и другие противоречия вокруг Qihoo в конечном итоге привели к временному удалению их продуктов из App Store.
Также известно, что браузер трудно удалить. Его основной продукт 360 Safeguard часто рекомендует его, а всплывающее предупреждение, которое появляется, когда пользователь пытается установить другой браузер, ложно утверждает о небезопасности сторонних браузеров.